# Новосёлово (Кичменгское сельское поселение)
Новосёлово — деревня в Кичменгско-Городецком районе Вологодской области России. Входит в состав Кичменгского сельского поселения, с точки зрения административно-территориального деления — в Шестаковский сельсовет.

## География

### Географическое положение
Расстояние до районного центра Кичменгского Городка по автодороге — 36 км. Ближайшие населённые пункты — Шемячкино, Подволочье, Климовщина.

## История
С 1 января 2006 года по 1 апреля 2013 года входила в Шестаковское сельское поселение.

## Население
| 2010 |
| ---- |
| 11   |

По переписи 2002 года население — 16 человек.

## Инфраструктура
Личное подсобное хозяйство.

## Транспорт
Просёлочные дороги.